# S矩阵理论
S矩阵理论（英語：S-matrix theory）是将局部量子场论替换为粒子物理学基本原理的构想。它用散射矩阵（S矩阵）抽象数学属性替换来避免空间和时间的概念。

## 历史
約翰·惠勒于1937年引入S矩阵后， 1943年，维尔纳·海森堡提出了S矩阵理论作为粒子相互作用的原理。

## 准则
基本原则是： 
1. 相对性：S矩阵是庞加莱群的一种表示
2. 么正性：{\displaystyle SS^{\dagger }=1}
3. 分析性 ：积分关系和奇点条件

## 参看
- Landau pole（英语：Landau pole）
- Regge trajectory（英语：Regge trajectory）
- Bootstrap model（英语：Bootstrap model）
- Pomeron（英语：Pomeron）
- Dual resonance model（英语：Dual resonance model）